# Iúlia Mitskèvitx
Iúlia Mitskèvitx (belarús: Юлія Міцкевіч)  (1 de febrer de 1979) és una periodista belarussa, feminista i defensora dels drets del col·lectiu LGBT a Belarús. És la presidenta del grup femení del Consell de Coordinació (Каардынацыйнай). Va obtenir un màster en estudis de gènere a la Universitat Europea d'Humanitats, a Vílnius (Lituània).